# Greta Small
Greta Small, född 16 oktober 1995 i Wangaratta, är en australisk utförsåkare som representerar Mount Hotham Racing Squad.
Hennes främsta internationella merit är en 25:e placering i Alpin kombination från Världscupen i Bansko 2015.
Vid olympiska vinterspelen 2018 i Pyeongchang kom hon på 31:a plats i Super-G.